# 渔涝河
渔涝河，位于中国广东省封开县东部，是贺江左岸支流，上游又称七星河，发源于封开县东部河儿口镇境内七星山脉的松柏坡（原属七星镇），向西流经河儿口和渔涝镇驻地，于河口村汇入贺江。河长60千米，流域面积629平方千米，平均比降4.69‰。年均径流量6.16亿立方米。1949年以前，河儿口以下可通航木帆船，20世纪50年代因河床淤积，不复通航。

## 参看
- 七星河水库